# 特龙托河畔阿尔夸塔
特龙托河畔阿尔夸塔（義大利語：Arquata del Tronto，或纯音译为阿尔夸塔-德尔特龙托），是意大利阿斯科利皮切诺省的一个市镇。总面积92.56平方公里，人口1318人，人口密度14.2人/平方公里（2009年）。ISTAT代码为044006。